# Barlest
 Barlest  es una población y comuna francesa, en la región de Mediodía-Pirineos, departamento de Altos Pirineos, en el distrito de Argelès-Gazost y cantón de Saint-Pé-de-Bigorre.

## Geografía
Las tierras del municipio son regadas por él río Ousse, afluyen de torrente pirenaico de Pau.

## Demografía
| 158 | 187 | 198 | 206 | 233 | 223 | 248 |
| Para los censos de 1962 a 1999 la población legal corresponde a la población sin duplicidades (Fuente: INSEE [Consultar]) |     |     |     |     |     |     |